# Hochkultur (Weinbau)

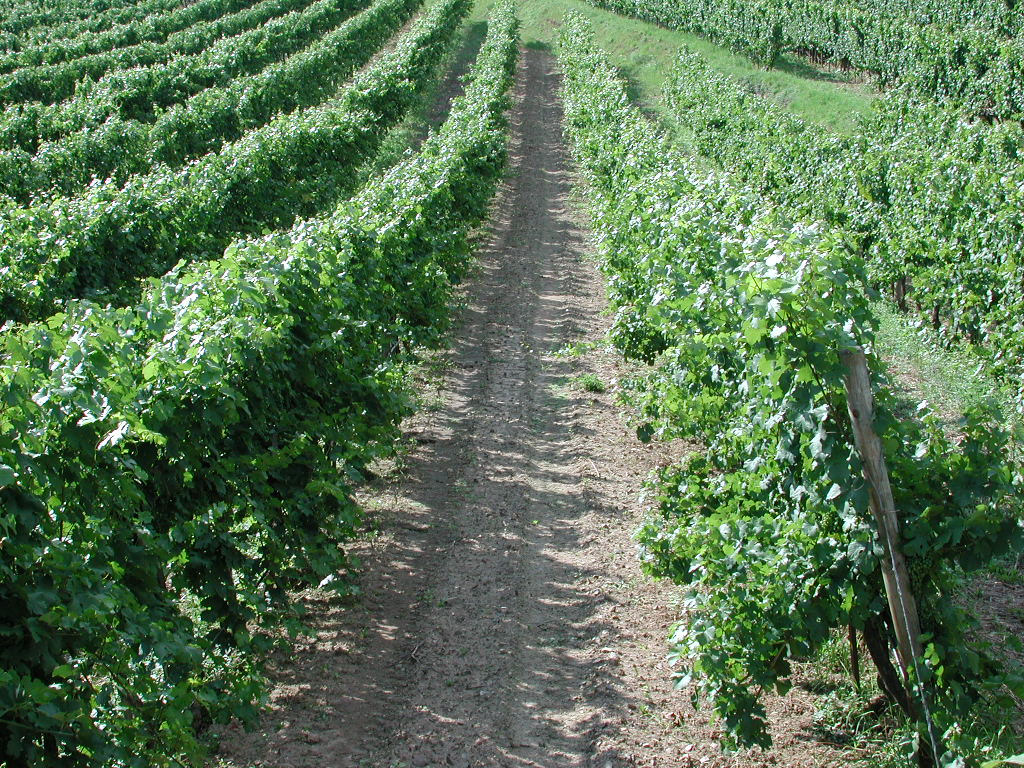
Trieb- und Blattflächenverteilung einer Hochkultur

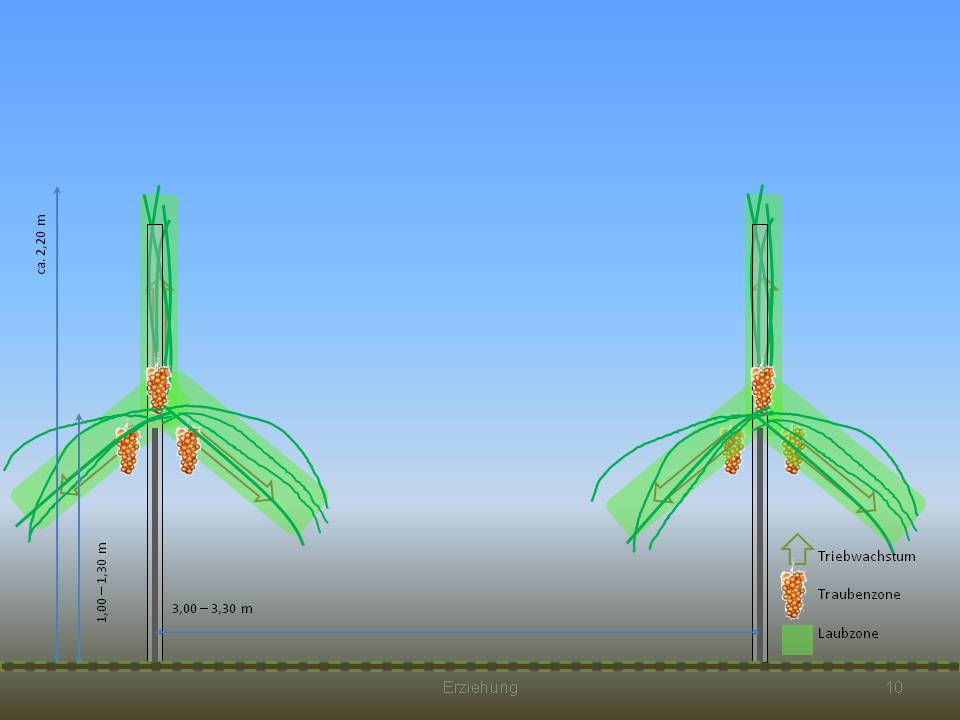
Schema der Urform nach Lenz Moser.

Die Hochkultur ist ein Reberziehungssystem, das in Österreich nach dem Zweiten Weltkrieg die Stockkultur ablöste. Sie wird auch Lenz Moser Erziehung genannt; in Deutschland spricht man stattdessen von der Lenz-Moser-Kultur.

## Rebenerziehung
In der Hochkultur nach Lenz Moser werden ca. 3.000 Reben pro Hektar gepflanzt, anstatt der 10.000 Reben pro Hektar bei der älteren österreichischen Stockkultur. Dadurch erhält der Weinstock drei bis vier Quadratmeter und erreicht eine Stammhöhe von 1,2 bis 1,4 Metern. Die Zeilenbreite beträgt etwa drei Meter („Weitraumerziehung“), wodurch die Weinstöcke mehr Sonnenlicht erhalten und infolge eine höhere Photosyntheseleistung erzielen. Die größere Reihenbreite zwischen den Zeilen erlaubt den Einsatz von Normaltraktoren. Seit dem Aufkommen der Schmalspurtraktoren ab den 1970er-Jahren wurde die Zeilenbreite auf 1,60 bis 2,20 verringert, was auch als Normalerziehung bezeichnet wird. Mit größeren Reihenabständen und höherer Traubenzone ist der Anbau von Bodenbegrünungen möglich. Zudem wird eine bessere Durchlüftung erreicht. Je bodenferner die Traubenzone angeordnet wird, desto weniger arbeitsaufwändig wird die Pflege. Die Traubenreife tritt später ein und das ist ein wichtiges Argument gegen nördlich gelegene Anbaugebiete. Heute spielt durch den Klimawandel die Reifeverzögerung nicht mehr eine so große Rolle wie früher. Die Bodenferne der Trauben ist in niederschlagsreicheren Gebieten ein beachtlicher Vorteil. Alle Pilzkrankheiten, die Feuchtigkeit zur Infektion benötigen, und das sind besonders Peronospora, Botrytis und Schwarzfäule, treten seltener auf. Mit einer höheren Anordnung der Traubenzone (80–130 cm und höher) ergibt sich der Einfluss auf den Säuregehalt stärker als auf den Zuckergehalt.

## Geschichte

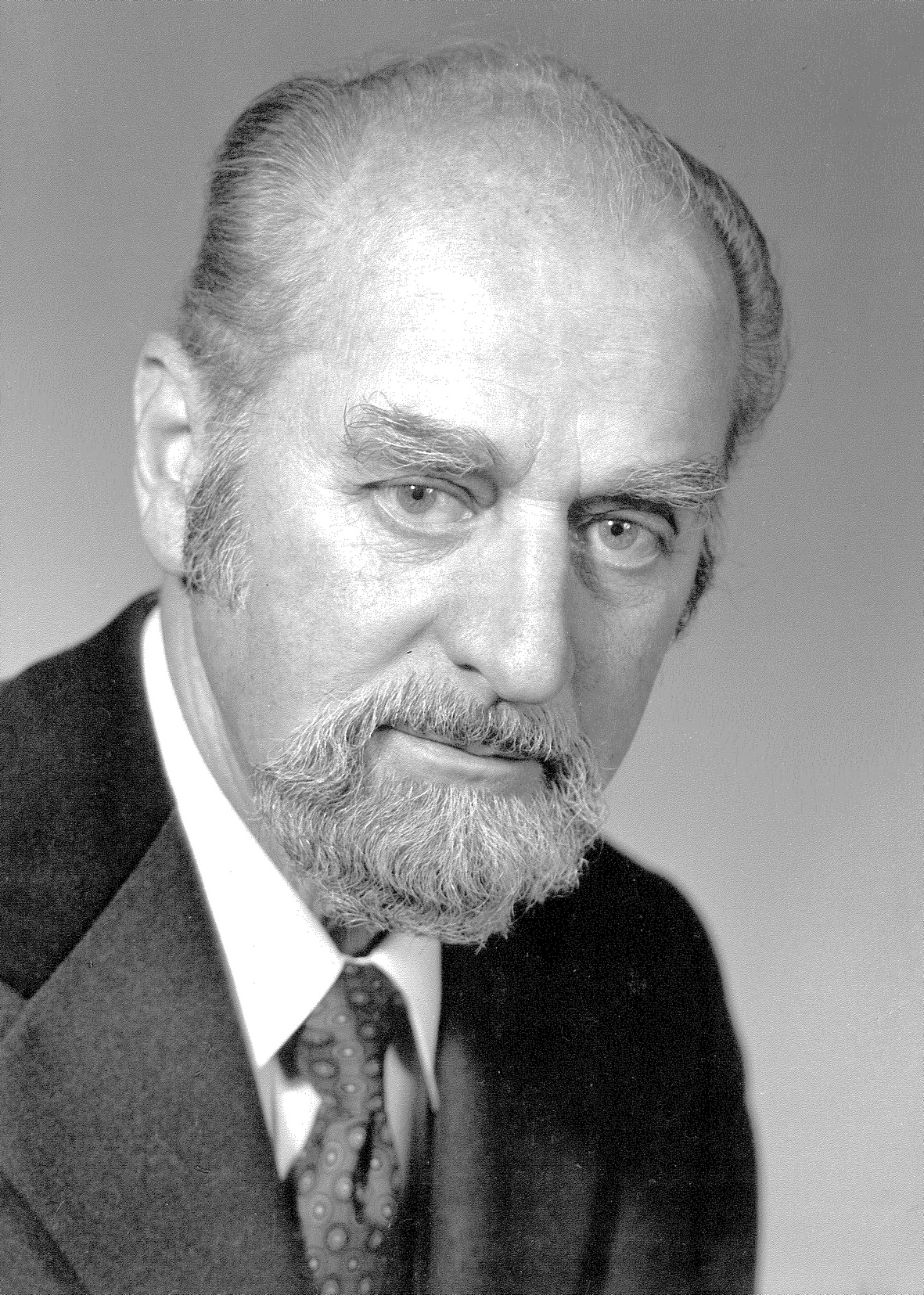
Lorenz (Lenz) Moser, 1970

Die dichte, arbeitsintensive Anbaumethode der Stockkultur war nach dem Zweiten Weltkrieg aus mehreren Gründen nicht mehr rentabel. Insbesondere der Arbeitskräftemangel im Zuge der fortschreitenden Industrialisierung band immer mehr Menschen in einen dauerhaften Arbeitsprozess ein, so dass den Weinbauern keine saisonalen Arbeitskräfte mehr zur Verfügung standen. Des Weiteren wurde die Arbeit im Weinbau durch vermehrten Schädlingsbefall noch um etwa 20 Prozent intensiviert und die Weinpreise verfielen in den 1950er-Jahren. So konnte sich die Hochkultur als Anbaumethode durchsetzen. Diese wurde von Lenz Moser im elterlichen Betrieb in Rohrendorf bei Krems an der Donau bereits zwischen 1925 und 1928 erprobt. Im Jahr 1929 gründete Lorenz (Lenz) Moser (1905–1978) die Rebschule Lenz Moser und propagierte in der Folge diese Anbaumethode in ganz Österreich.